# اتفاقية تصدير الغاز المصري لإسرائيل (2005)

توقيع اتفاق الغاز في مصر بين النظام المصري وإسرائيل في 30 يونيو 2005م، في الصورة (يمين) سامح فهمي وزير البترول المصري و(يسار) وزير البنية التحتية الإسرائيلي بنيامين بن إليعازر

اتفاقية تصدير الغاز المصري لإسرائيل هي اتفاقية وقعتها الحكومة المصرية عام 2005 مع إسرائيل تقضي بالتصدير إليها 1.7 مليار متر مكعب سنويا من الغاز الطبيعي لمدة 20 عاما، بثمن يتراوح بين 70 سنتا و1.5 دولار للمليون وحدة حرارية بينما يصل سعر التكلفة 2.65 دولار، كما حصلت شركة الغاز الإسرائيلية على إعفاء ضريبي من الحكومة المصرية لمدة 3 سنوات من عام 2005 إلى عام 2008 وقد أثارت هذه الاتفاقية حملة احتجاجات كبيرة دفعت عددا كبيرا من نواب مجلس الشعب المصري إلى الاحتجاج وتقديم طلبات إحاطة.
ويمتد خط أنابيب الغاز بطول مائة كيلومتر من العريش في سيناء إلى نقطة على ساحل مدينة عسقلان جنوب السواحل الإسرائيلية على البحر المتوسط. وشركة غاز شرق المتوسط، المسؤولة عن تنفيذ الاتفاق، هي عبارة عن شراكة بين كل من رجل الأعمال المصري حسين سالم، الذي يملك أغلب أسهم الشركة، ومجموعة ميرهاف الإسرائيلية، وشركة أمبال الأميركية الإسرائيلية، وشركة بي تي تي التايلندية، ورجل الأعمال الأميركي سام زيل.
وقد حكمت محكمة القضاء الإداري المصرية بوقف قرار الحكومة بتصدير الغاز الطبيعي إلى إسرائيل، إلا أن الحكومة المصرية قدمت طعنًا لإلغاء الحكم للمحكمة الإدارية العليا التي قضت بإلغاء حكم المحكمة الإدارية.

## الأحكام القضائية
- 18 نوفمبر 2008: فقد قضت محكمة القضاء الإداري بوقف قرار الحكومة بتصدير الغاز الطبيعي إلى عدة دول من بينها إسرائيل. حيث أن الحكومة اتفقت على تصدير الغاز الطبيعي لعدة دول أجنبية. ويحدد القرار سعر الغاز وكميته ويمنع تغيير الأسعار لمدة 15 سنة. يأتي هذا بعد أن أقرت الحكومة أن سعر الغاز الذي يصدر إلى إسرائيل أقل من الأسعار العالمية.[5]
- 6 يناير 2009: قضت محكمة القضاء الإداري بمجلس الدولة في مصر، للمرة الثانية، في جلستها باستمرار تنفيذ الحكم السابق إصداره منها والذي قضى بوقف تصدير الغاز المصري لإسرائيل بأسعار تقل عن الأسعار العالمية وقيمتها السوقية وإلزام الحكومة بتنفيذ الحكم بمسودته، وذلك في تحد لطعن الحكومة علي الحكم السابق وقبل نظره يوم 2 فبراير 2009.وقضت المحكمة بقبول الاستشكال المقدم من السفير السابق بالخارجية المصرية إبراهيم يسري، الذي سبق له الحصول على هذا الحكم في 18 نوفمبر 2008 على ضوء دعواه التي أقامها مطالبا بوقف قرار بيع الغاز المصري لإسرائيل بأسعار أقل من الأسعار العالمية على اعتبار انه ينتقص من السيادة الوطنية ومصالح مصر.[6]
- 2 فبراير 2009: قضت المحكمة الإدارية العليا بوقف تنفيذ حكم القضاء الإداري بمنع تصدير الغاز المصري لإسرائيل، وقبلت الطعن الذي تقدمت به الحكومة لإلغاء الحكم. وقالت في أسباب حكمها.[4] «إن قرار بيع فائض الغاز إلى دول شرق البحر المتوسط، ومنها إسرائيل، صدر من الحكومة بوصفها سلطة حكم، في نطاق وظيفتها السياسية، مما يدخل في أعمال السيادة التي استقر القضاء الدستوري والإداري والعادي على استبعادها من رقابته»
- 27 فبراير 2010: قضت المحكمة الإدارية العليا (الدائرة الأولى موضوع) برئاسة المستشار محمد الحسيني رئيس مجلس الدولة، بعدم اختصاص القضاء بنظر الطعن على قرار الحكومة المصرية بتصدير الغاز المصري إلى إسرائيل، باعتباره عملاً من أعمال السيادة. وأيضا قررت المحكمة وقف تنفيذ قراري رئيس مجلس الوزراء ووزير البترول بتصدير الغاز إلى إسرائيل الخاص بمدة التصدير والسعر المربوط له، لعدم تضمنيهما آلية للمراجعة الدورية لكمية الغاز المصدَّرَة، وأسعاره خلال مدة التعاقد، وإلغاء سقف الاستشارة للبترول الخام عند حد 35 دولارًا. وطالبت المحكمة بمراجعة أسعار التصدير طبقًا للأسعار العالمية، وبما يتفق مع الصالح العام المصري، ويعتبر هذا الحكم نهائي وغير قابل للطعن.[7] وفي صباح الاثنين من 28 نوفمبر 2011 وقبيل بدء الانتخابات المصرية, تم تفجير انبوب الغاز المصدر لإسرائيل من قبل مجهولين.[8]

## أزمات ذات علاقة

### أزمة اسطوانات الغاز

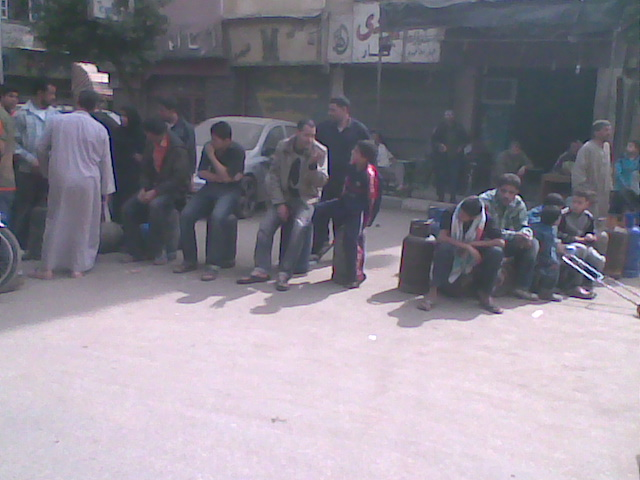
تجمهر لمصريين في انتظار سيارة اسطوانات الغاز في ظل الأزمة التي واجهتهم مطلع عام 2010.

في الشهور الأولى من عام 2010، عانى المصريون من نقص اسطوانات الغاز التي يستخدمونها لتلبية حاجتهم من الغاز نظرا لعدم وصول الغاز الطبيعي لكافة مناطق الجمهورية. وأدى هذا النقص إلى تضاعف أسعار هذه الاسطوانات عدة أضعاف، إضافة لصعوبة الحصول عليها. وقد وجهت انتقادات لوزارة البترول لتصدير الغاز بأقل من الأسعار عالميا في حين يعاني المصريون من أزمة في الغاز.

### أزمة انقطاع الكهرباء
في صيف 2010 شهدت مختلف مناطق مصر انقطاعات مستمرة للكهرباء، أعلنت بعدها وزارة الكهرباء المصرية قيامها بقطع الكهرباء عن مختلف مناطق الجمهورية بدعوى تخفيف الأعباء، وألقت وزارة الكهرباء بالمسؤولية على وزارة البترول بدعوى ان الأخيرة قللت كمية الغاز التي تحصل عليها لتشغيل محطات التوليد، إضافة إلى سوء حالة المازوت، مما اضطر وزارة الكهرباء لإجراء عمليات التخفيف. وفقا لجريدة المصري اليوم فإن الخلاف بين الوزارتين يرجع لعام 2004، بسبب توسع وزارة البترول في تصدير الغاز بمتوسط سعرى أقل بكثير من متوسط أسعار استيراد المازوت لمحطات الكهرباء. وتناقلت وسائل الإعلام أنباءً تفيد بأن وزارة البترول المصرية تنوي إعادة شراء 1.4 مليار متر مكعب من الغار الطبيعي الذي صدرته إلى إسرائيل، لكي تشغل توربينات محطات توليد الكهرباء، إلا أن مصدرًا مسؤولًا في وزارة البترول أشار إلى أنه ليس لدى الحكومة أي نوايا لإعادة الشراء، وقال أن هذه شائعات عارية عن الصحة.